# Rumjancevo (stanice metra v Moskvě)
Rumjancevo (rusky Румянцево) je stanice metra v Moskvě. Od svého otevření 18. ledna 2016 do očekávaného zprovoznění sousední stanice v polovině února 2016 funguje zároveň jako konečná stanice Sokolničeské linky. Pojmenovaná je podle vesnice, která zde byla do roku 2012, než došlo k jejímu začlenění do Moskvy.

## Charakter stanice
Stanice je hloubená, mělce založená, s ostrovním nástupištěm podpíraným dvěma řadami sloupů v hloubce 12 m. Nachází se u Kyjevské dálnice. Jde o první stanici metra v Novomoskevském regionu a jednu z mála, které se nalézají vně Moskevského automobilového okruhu.